# Twarożna
Twarożna (słow. Tvarožná, niem. Durelsdorf) – wieś (obec) w północnej Słowacji leżąca w powiecie Kieżmark, w kraju preszowskim.
Po raz pierwszy wzmiankowana w 1258 roku pod nazwą Villa Durandi. W okresie 1271–1876 Twarożna była miastem.

## Zabytki
- Kościół św. Mateusza z połowy XIII wieku[7] z murowanym ogrodzeniem[8] i z cmentarzem przykościelnym[9]
- Wotywny słup maryjny z lat 1724-30[10]
- Kościół ewangelicki z 1778[11]

## Galeria

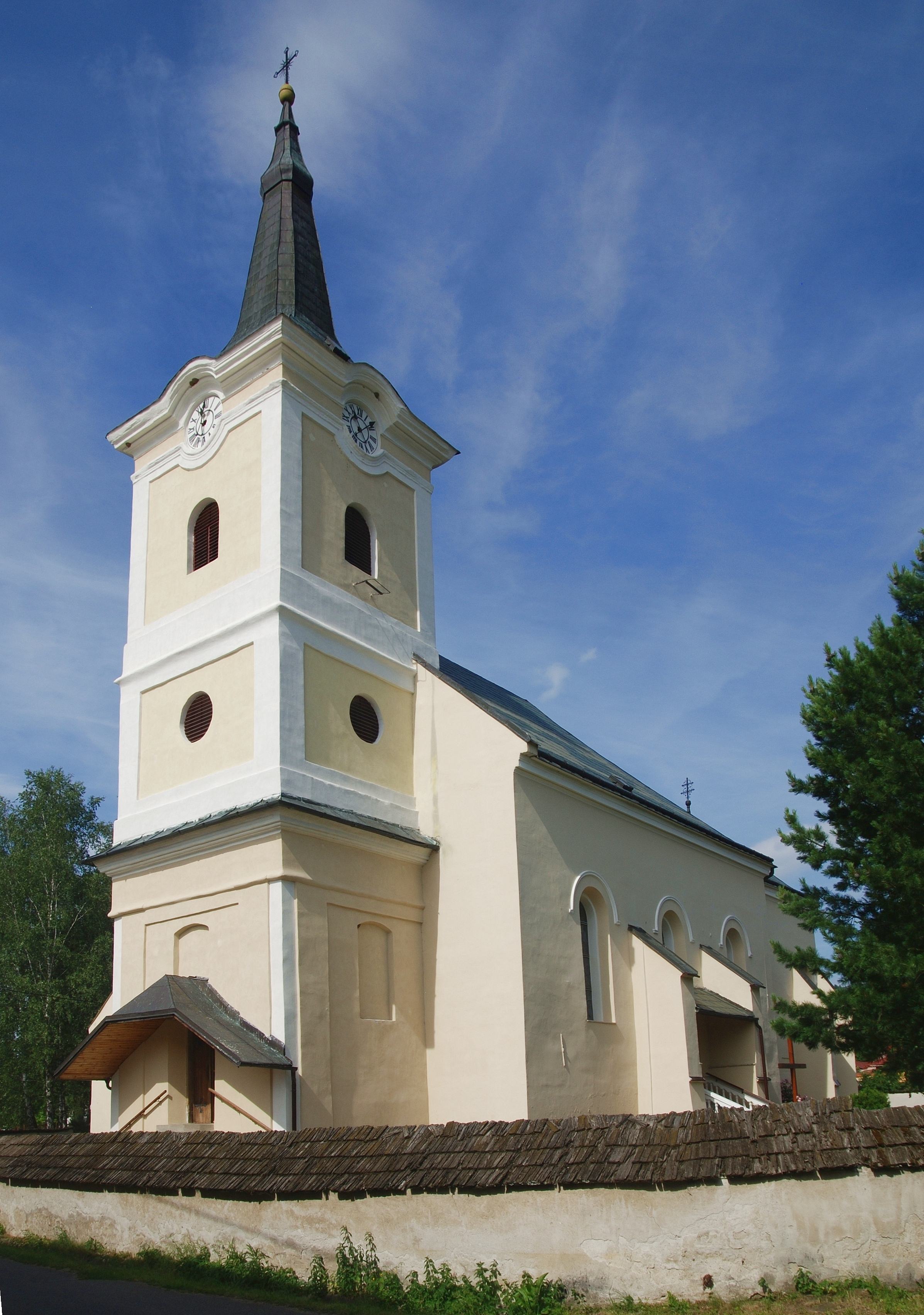
Kościół św. Mateusza
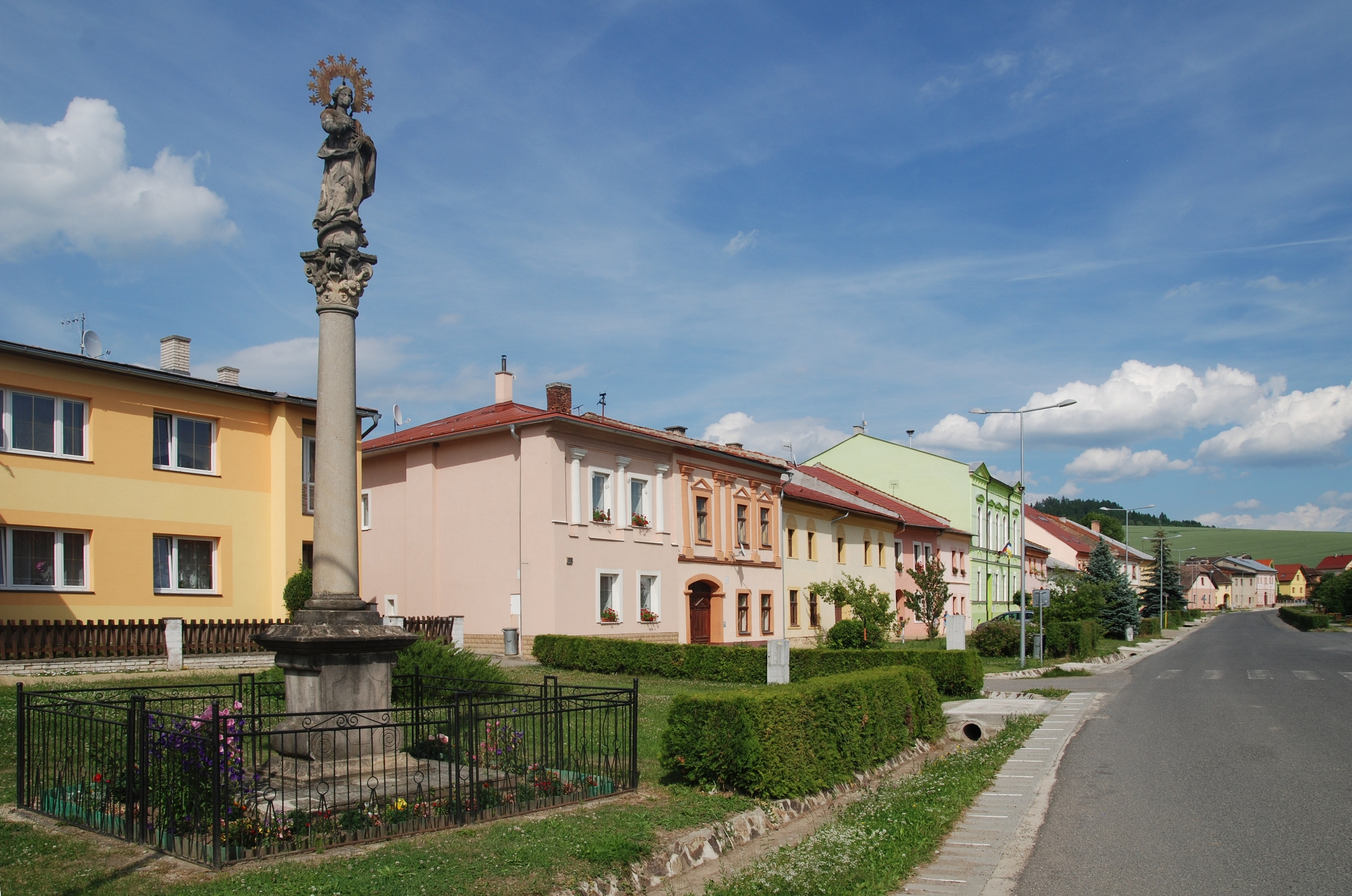
Wotywny słup maryjny
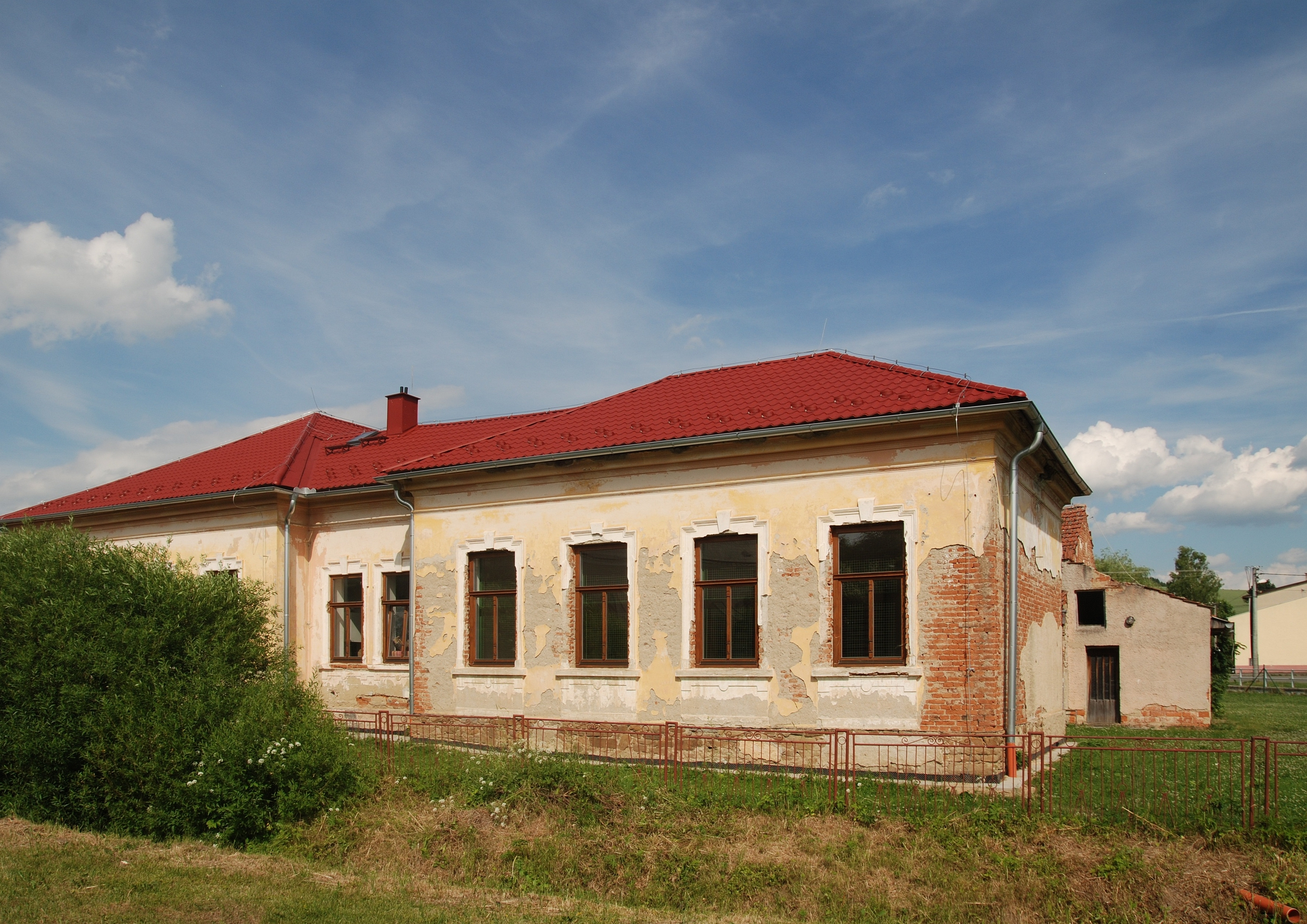
Dawna zabudowa